# 송화군
송화군(松禾郡)은 조선민주주의인민공화국 황해남도에 있는 군이다. 

## 지리
황해와 가까운 황해남도 북서쪽 지역에 있다. 북쪽은 은률군, 서쪽은 과일군과 장연군, 동쪽은 삼천군으로 둘러싸여 있다. 북쪽으로는 먹산, 서남쪽으로는 박석산이 군의 경계를 이룬다.

## 역사
| Daedongyeojido (Gyujanggak) 11-06.jpg | Daedongyeojido (Gyujanggak) 11-05.jpg |
|                                       |                                       |

고구려 시대에는 마경이·판마곶 등으로 불렸다. 고려 시대에는 마경이가 청송현, 판마곶이 가화현으로 고쳐졌다. 조선 시대에는 두 현이 합쳐져 송화현이 놓여졌고 황해도에 속했다.
1895년에 해주부 송화군, 1896년 황해도 송화군이 되었다. 1909년 3월에 풍천군을 합병했다. 당시의 군역은 현재의 과일군·삼천군의 일부를 포함해 황해 연안에서 내륙으로 길게 뻗어있었다.
해방 무렵에는 13면 115리가 소속해 있었다. 1952년의 북한의 지방 행정 구역 재편에 의해 송화군(1읍 29리)이 재편성되었다.
1963년 3월에 북서부(황해 연안)에 송화 과수농장지구가 놓여졌다. 이 지역은 1967년 10월에 과일군으로서 분리되었다.

## 교통
은률선과 장연선이 송화군을 지나며, 그 분기역인 수교역은 지금은 삼천군으로 분리됐으나 현재의 송화군 경계에서 그리 멀지 않은 곳에 있다. 은률선은 송화읍을 지나고, 은률선이 개통되기 전에 읍내에서는 수교역이나 송화온천역을 이용했다.

## 산업
이 지역의 농경지는 논, 밭, 과일밭 순으로 많다.
사과, 배, 복숭아, 포도 등 과일 생산을 많이 하는 지역이다. 과일군은 1909년 이래로 송화군에 속했으나 1967년 과수원이 밀집한 북서부 지역에 과일군이라는 이름을 붙여 과일 집중 생산지로 따로 분리되었다. 그러나 다른 논작물 및 밭작물과 함께 과일밭도 농경지의 상당수를 차지한다.
먹산, 수증사와 송화온천이 명승지이다.

## 행정 구역
- 1읍 : 송화읍 (松禾邑)
- 10리
  - 관양리 (觀陽里)
  - 구탄리 (九灘里)
  - 다암리 (多岩里)
  - 룡호리 (龍虎里)
  - 명례리 (明禮里)
  - 수증리 (壽增里)
  - 약산리 (藥山里)
  - 온천리 (溫泉里)
  - 원당리 (院堂里)
  - 홍암리 (鴻岩里)